# El son de la negra
El son de la negra es una composición tradicional del occidente de México, quedando ubicado su origen en el sur de Jalisco. Es un son famoso por sus distintas versiones, en particular la de mariachi. Alcanzó popularidad internacional cuando el compositor jalisciense Blas Galindo, en 1940, la recopiló en su obra para orquesta de cámara Sones de mariachi, que se estrenó en el Programa de Música Mexicana del Museo de Arte Moderno de Nueva York. Según el etnólogo Jesús Jáuregui, durante su historia se le han realizado modificaciones y arreglos que permiten demostrar que no fue obra de un solo autor ni de una misma época. Asimismo, ha llegado a  convertirse en representativa del folclore mexicano o relativa a México a nivel internacional. De hecho, es tradicional que la entrada de un mariachi en cualquier  evento se haga caminando e interpretando esta composición.
Se ha supuesto que el inicio de la canción imita a una locomotora, ya que una de sus estrofas, la que dice hojas de papel volando, es una metáfora que hace referencia a las banderas que casi todas las locomotoras de la época solían llevar en el frente y que, a medida que avanzaban, ondeaban con el viento.

## Origen
Aún no se ha verificado el origen del son de La Negra, pero la investigación de Jáuregui lo sitúa hipotéticamente como compuesto en la época de la Independencia de México. La primera grabación la realizó una banda llamada Los Trovadores Tamaulipecos (Lorenzo Barcelata, Alberto Caballero, Ernesto Cortázar, Antonio García Planes y José Agustín Ramírez), en 1929, en el sello Columbia, con una dotación no convencional de mariachi: cantada a dos voces y en un estilo apegado a la región limítrofe de Michoacán y Guerrero. La siguiente grabación conocida es la del Mariachi Tapatío de José Marmolejo, de 1937. La primera referencia escrita acerca del Son de La Negra fue en una publicación de 1925 titulada «Canciones, cantares y corridos mexicanos», de un exmilitar y profesor llamado Higinio Vázquez Santa Ana, quien terminó sus días como sacerdote. El tomo segundo, Historia de la canción mexicana, incluía una sección dedicada al género del son mariachero: Sones de Jalisco, Michoacán, Guanajuato y Guerrero, interpretados por el Mariachi de Cocula. A partir de ahí, el son se convirtió en una pieza popular que, dependiendo de sus intérpretes, fue modificándose, hasta que, en 1940, Blas Galindo le hizo una serie de arreglos para poder ser presentada con una orquesta de cámara, convirtiéndose así en fundamental y emblemática dentro de la tradición mariachi.

## Inclusión enSones de mariachi, de Blas Galindo
Blas Galindo realizó la inclusión del Son de La Negra en su suite Sones de mariachi, en 1940, por petición de su maestro Carlos Chávez, quien le dijo que compusiera una obra «con temas de tu pueblo, de por allá de tu región», ya que Galindo era originario de una zona típicamente mariachera, y Chávez presentaría un concierto en Nueva York como parte de una retrospectiva musical acerca de México, vista a través de la música de cámara, financiada por la Fundación Rockefeller. La obra se estrenó el 16 de mayo de 1940 en el Museo de Arte Moderno de Nueva York, con una orquesta mexicana de cámara de quince músicos más un conjunto de músicos con instrumentos del mariachi que, finalmente, Blas Galindo decidió poner al centro del escenario para el estreno. Dicho recital se transmitió además por la NBC, de los Estados Unidos, y en onda corta al resto del continente y a Europa, además de la grabación en el sello Columbia Masterworks. El estreno con la Orquesta Sinfónica Nacional, bajo la dirección de Carlos Chávez, se realizó el 15 de agosto de 1941, en el Palacio de Bellas Artes de la Ciudad de México.

### Otras versiones
Muchas otras agrupaciones a mitad del siglo XX la reconstruyeron y le practicaron arreglos, incluyéndole trompetas, como fueron los casos del Mariachi Vargas de Tecalitlán y del Mariachi México, tal como, desde 1937, lo había hecho José Marmolejo. Aunque siempre respetaron las raíces musicales del tema, hicieron cambios en su tesitura y letra, llegando a convertirla entre todos en un pilar de la música tradicional de México y en emblema del país.

## Estilo
Siendo un típico son jalisciense compuesto de melodía popular y espontánea, contiene un pensamiento amoroso y lleno de melancolía, con una entremezcla irónica y jocosa. Al mismo tiempo, su armonía rítmica y ruidosa expresa las características de los nativos de la región. Suele bailarse en diversas regiones del país, especialmente en las del sur, típicamente con motivo de bodas, cumpleaños y bautizos. La danza se realiza por parejas, cuya fémina viste amplia falda de colores vivos, cintas y encajes, mientras que el caballero usa camisa, calzón de manta y paliacate.
Quien aparece como compositor es Francisco Domínguez, compilador de Sones, canciones y corridos, en 1925, para la Secretaría de Educación Pública de México. Domínguez hizo trabajo de campo en el occidente de México.